# Яєчна шкаралупа (колір)
Колір яєчної шкаралупи визначається як усереднений колір шкаралупи яєчного яйця.

## Колір фарби
У дизайні інтер’єру колір яєчної шкаралупи зазвичай використовується, як блідий, теплий, нейтральний, майже відтінок білого кольору.